# The Starlit Garden
The Starlit Garden é um filme mudo britânico de 1923, do gênero drama romântico, dirigido por Guy Newall.